# Ida Vitale
Ida Vitale (Montevideo, 2 de novembro de 1923) é uma poeta, tradutora, ensaísta, professora e crítica literária uruguaia membro do movimento artístico denominado "Geração do 45" e representante da poesia "esencialista". Inscrita na tradição da vanguardia histórica americana, a sua poesia indaga na alquimia da linguagem e estabelece um encontro entre uma exacerbada percepção sensorial de raiz simbolista, sempre atenta ao mundo natural, e a cristalização conceptual em seu perfil mais preciso. Tem recebido diversos prêmios, entre eles Prêmio Octavio Paz (2009) o Prêmio Alfonso Reis (2014) o Prêmio Reina Sofía (2015), o Prêmio Internacional de Poesia Federico García Lorca (2016), o Prêmio Max Jacob (2017) e o Prêmio Cervantes (2018).

## Biografia
Faz parte da quarta geração de emigrantes italianos em Uruguai, onde se formou no seio de uma família considerada culta e cosmopolita. Na sua infância chegavam todos os dias a sua casa quatro diários que continham suas respectivas páginas culturais com poemas.
Estudou Humanidades em Uruguai e exerceu a profissão docente. Colaborou no semanário Marcha; entre 1962 e 1964 dirigiu a página literária do diário uruguaio Época. Foi codirectora da revista Clinamen e integrou a direcção da revista Maldoror.
Com a chegada da ditadura cívico-militar do Uruguai (1973-1985), exilou-se no México em 1974 e, depois de conhecer a Octavio Paz, este a introduziu no comité assessor da revista Vuelta. Ela também participou da fundação do jornal Uno Más Uno e continuou dedicada ao ensino, dando um seminário no El Colegio de México. Ampliou sua obra cultivando o ensaio e a crítica literária (que exerceu no El País, Marcha, Época, Jaque, e, entre outras, nas revistas Clinamen, Asir, Maldoror, Crisis de Buenos Aires, Eco de Bogotá; Vuelta e Unomásuno, de México; El pez y la serpiente de Nicarágua...). Traduziu livros para o Fondo de Cultura Económica; deu conferências e leituras, participou em júris e colaborou em numerosos diários.
Regressou a Uruguai em 1984  onde dirigiu a página cultural do semanário Jaque.  "Deixamos México (com Fierro) quando cá voltava a democracia e achávamos que era nossa obrigação voltar", afirmou Vitale, quem permaneceu só um par de anos em Uruguai e depois voltou a emigrar, desta vez a Estados Unidos.
No ano de 1989, ela se estabeleceu em Austin ( Texas ) com seu segundo marido, o também poeta Enrique Fierro, viajando esporadicamente para Montevidéu . Foi nomeada doutora honoris causa pela Universidade da República em 2010. Ela ficou no Texas por 30 anos até ficar viúva em 2016 e decidiu voltar para Montevidéu, onde reside atualmente.
No ano de 2018 recebeu o Prêmio Cervantes, sendo o acto de entrega o 23 de abril de 2019 na Universidade de Alcalá. Em 2019 publicou suas memórias Shakespeare Palace. Mosaicos de mi vida en México.
Foi declarada Cidadã Ilustre de Montevideo ao fechamento da 42ª edição da Feira Internacional do Livro, o 13 de outubro de 2019.

## Obra literária

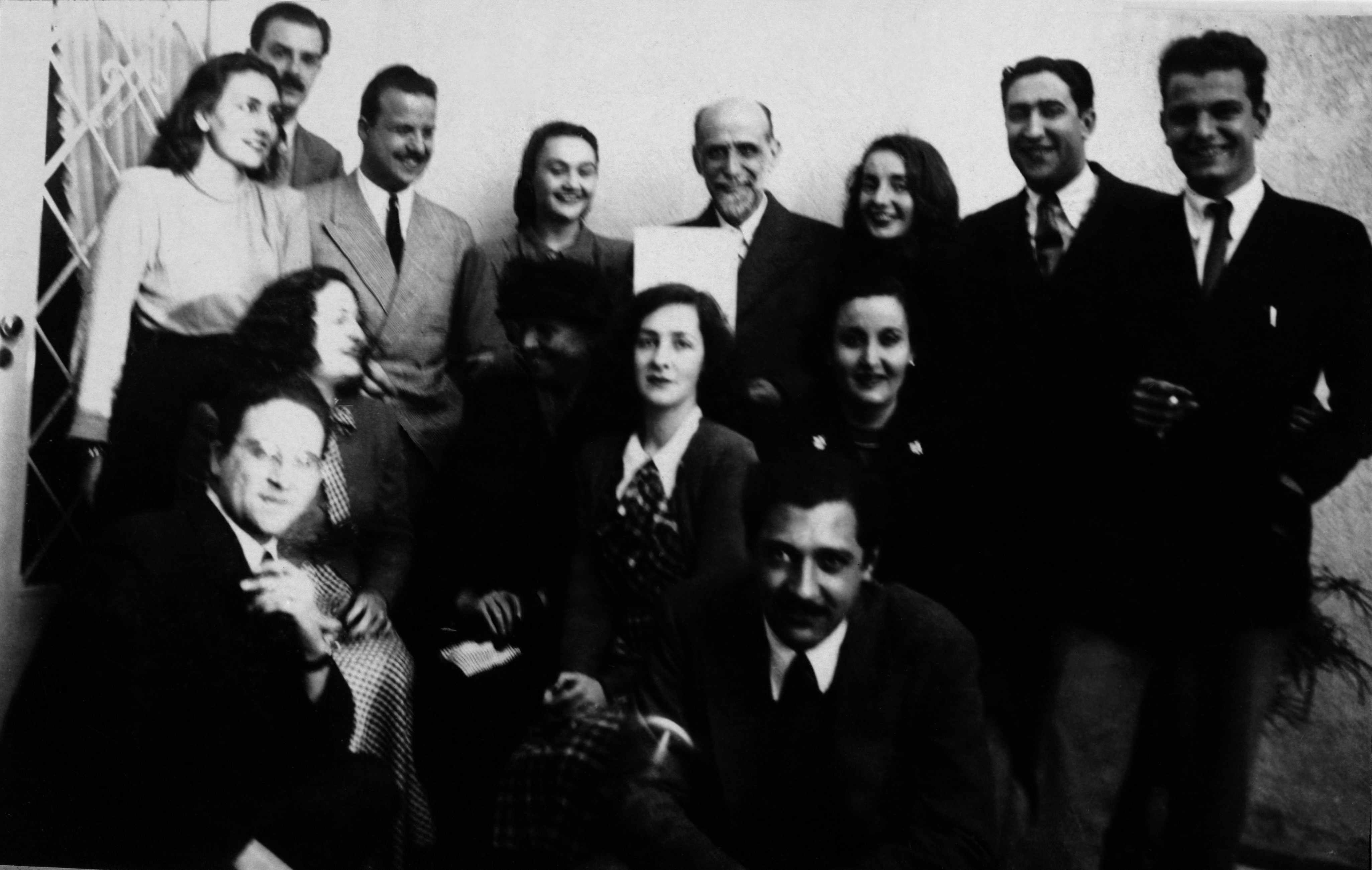
A Geração do 45 em ocasião da visita de Juan Ramón Jiménez. De esquerda a direita, de pé: María Zulema Silva Vila, Manuel Arturo Claps, Carlos Maggi, María Inés Silva Vila, Juan Ramón Jiménez, Ideia Vilariño, Emir Rodríguez Monegal, Ángel Ramo. Sentados: José Pedro Díaz, Amanda Berenguer, Zenobia Camprubí, Ida Vitale, Elda Lago, Manuel Flores Mora.

Vitale faz parte da tradição da vanguarda histórica latino-americana, sua poesia mergulha na alquimia da linguagem e estabelece um encontro entre uma percepção sensorial exacerbada enraizada no simbolismo, sempre atenta ao mundo natural, e a cristalização conceitual em sua forma mais precisa perfil. Ela mesma afirmou sobre a natureza da busca do poeta: “As palavras são nômades; a má poesia os torna sedentários”. É um representante da poesia essencialista. Sua obra se caracteriza por poemas curtos, busca pelo sentido das palavras e caráter metaliterário. É considerada integrante da Geração de 45, junto com outros escritores uruguaios como Juan Carlos Onetti, Carlos Maggi ou Idea Vilariño, segundo a definição do crítico literário Emir Rodríguez Monegal .
Como leitora, ela prefere obras históricas, mas sua descoberta de duas poetisas uruguaias como Delmira Agustini e, principalmente, uma alma gêmea, María Eugenia Vaz Ferreira, assim como Gabriela Mistral a motivou a escrever poesia lírica. Suas duas grandes referências foram José Bergamín, seu professor em Montevidéu, e Juan Ramón Jiménez, que conheceu pessoalmente.
Traduziu de autores franceses e italianos como Simone de Beauvoir, Benjamin Péret, Gaston Bachelard, Jacques Lafaye, Jules Supervielle, Jean Lacouture Mario Praz e Luigi Pirandello .

## Prêmios
- 2009, IX Premio Internacional Octavio Paz de Poesía y Ensayo (compartilhado com Ramón Xirau).[8]
- 2014, Premio Internacional Alfonso Reyes.[9]
- 2015, XXIV Premio Reina Sofía de Poesía Iberoamericana.[10]
- 2016, Premio Internacional de Poesía Federico García Lorca.[11]
- 2017, Premio Max Jacob.[12]
- 2018, A Feria Internacional del Libro de Guadalajara, atribuiu-lhe o Prémio FIL de Literatura em Línguas Românicas.[13]
- 2018, Premio Cervantes.[14][15][16]
- 2019, Premio Alas.

## Obra

### Poesia
- La luz de esta memoria (Montevideo, 1949)
- Palabra dada (Montevideo, 1953)
- Cada uno en su noche (Montevideo, 1960)
- Paso a paso (Montevideo, 1963)
- Oidor andante (Montevideo, 1972)
- Fieles, (México, 1976 y 1782, antología)
- Jardín de sílice (Caracas, 1980)
- Elegías en otoño (México, 1982)
- Entresaca (México, 1984)
- Sueños de la constancia (México, FCE, 1988; reúne cinco libros anteriores y el nuevo que le da título).
- Procura de lo imposible, 1988.
- Serie del sinsonte, (Montevideo, 1992)
- Con Enrique Fierro, Paz por dos (1994)
- Jardines imaginarios (1996)
- De varia empresa (Caracas, 1998)
- Un invierno equivocado (México, 1999)
- La luz de esta memoria (Montevideo: La Galatea, 1999)
- Reducción del infinito, (Antología y nuevos poemas, Barcelona: Tusquets, 2002)
- Trema (Valencia: Editorial Pre-Textos, 2005)
- Com Sarah Pollack, Reason enough (Austin, 2007), antología traducida al inglés.
- Mella y criba (Valencia: Editorial Pre-Textos, 2010).
- Sobrevida (Antología, Granada: Esdrújula Ediciones, 2016).
- Mínimas de aguanieve (Taller Ditoria, México, 2016)
- Poesía reunida. Compilación y edición de Aurelio Major. Barcelona: Tusquets. 2017. ISBN 978-84-9066-417-9
- Tiempo sin claves (Tusquets, Barcelona, 2021)

### Prosa, Crítica e Ensaio
- Arte simple (1937).
- El ejemplo de Antonio Machado (1940).
- Cervantes en nuestro tiempo (1947).
- La poesía de Basso Maglio (1959).
- Manuel Bandeira, Cecilia Meireles y Carlos Drummond de Andrade. Tres edades en la poesía brasileña actual (1963).
- La poesía de Jorge de Lima (1963).
- La poesía de Cecilia Meireles (1965).
- Juana de Ibarbourou. Vida y obra Capítulo Oriental núm. 20, Montevideo, CEDAL, 1968.
- José Santos González Vera o El humor serenísimo, San Juan de Puerto Rico, 1974.
- Enrique Casaravilla Lemos, México, Universidad Autónoma de México, 1984.
- Léxico de afinidades (Vuelta, 1994; Cobre, 2006; Fondo de Cultura Económica, 2012).
- Donde vuela el camaleón (1996)
- De plantas y animales: acercamientos literarios (Paidós, 2003).
- El abc de Byobu, (Taller Ditoria, México, 2004)

### Estudos sobre sua obra
- Bruña Bragado, María José (2015) (edición, estudio crítico y selección). Todo de pronto es nada. Salamanca: Ediciones Universidad de Salamanca (XXIV Premio Reina Sofía de Poesía Iberoamericana).
- Bruña Bragado, María José (2017) (coord. y ed.). Vértigo y desvelo: dimensiones de la creación de Ida Vitale. Salamanca: Ediciones Universidad de Salamanca.
- Bruña Bragado, María José (2021) (coord.) La escritura como morada. Sevilla: Ediciones Universidad de Sevilla.